# Porto Velho
Porto Velho és una ciutat brasilera, regió metropolitana, centre de la capital i ciutat més gran, tant en superfície com en població de l'estat de Rondônia. La ciutat té una població de 435.732 habitants (46a ciutat més gran del Brasil), dividit en una superfície de 34.068,50 km², el que resulta en una densitat de 12,78 habitants per km². També té la major població entre tots els pobles de la frontera del Brasil (les fronteres municipi amb Bolívia). La seu es troba en el marge dret del riu Madeira, el major afluent del marge dret del riu Amazones.
Fundada el 1914 amb la construcció del ferrocarril Madeira-Mamoré. Es va convertir en una ciutat de l'Amazònia el 1914 amb el seu nom actual, i només legalment transformat en una ciutat i capital de Rondônia, l'any 1943.
Porto Velho actualment està experimentant un període de gran expansió de la població i el capital econòmic és un de més ràpid creixement en Brasil.

## Geografia

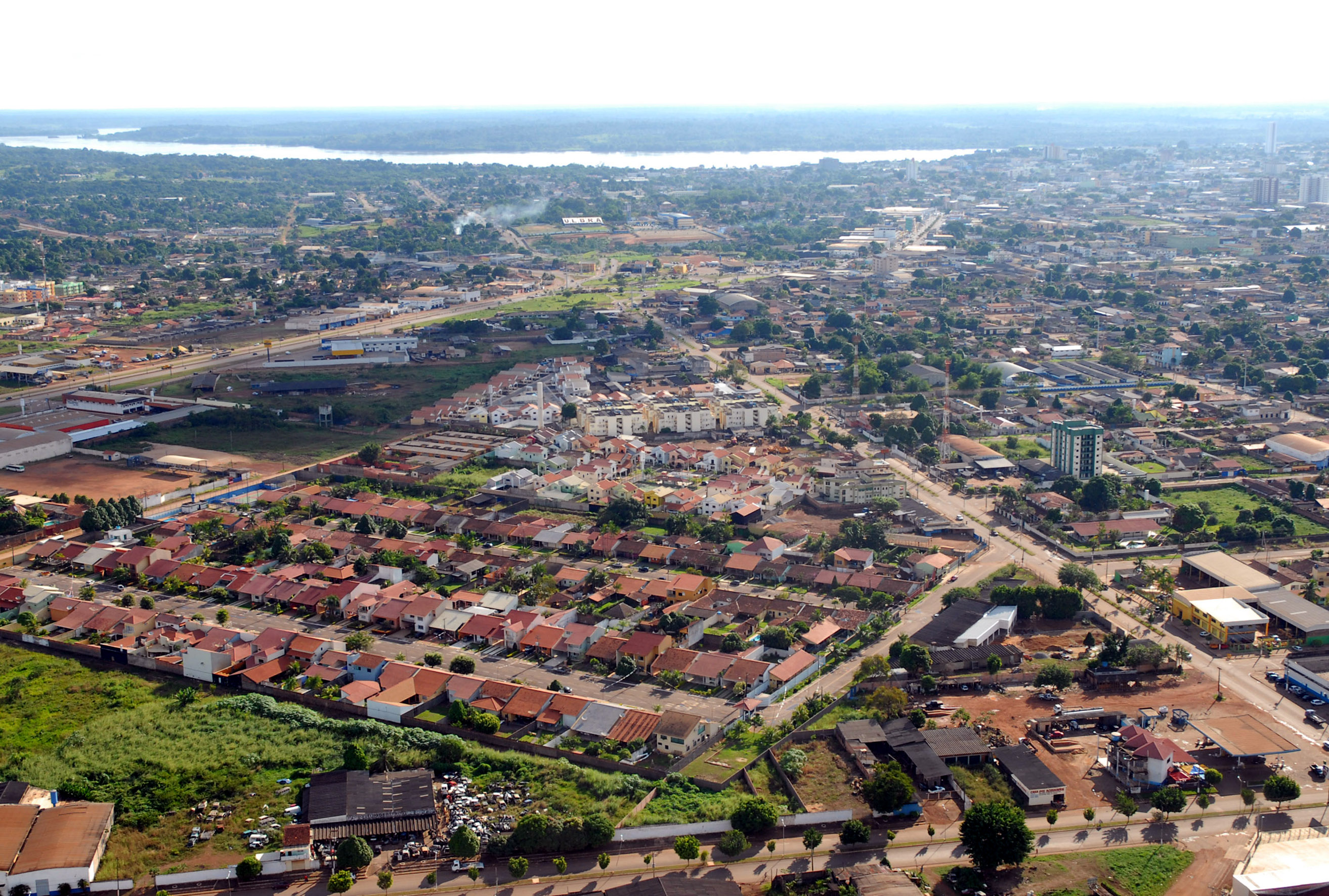
La ciutat de Porto Velho.

La capital de Rondônia es localitza en la part oest de la Regió Nord de Brasil, a l'àrea compresa pela Amazònia occidental a la Meseta Sud-Amazònica, una de les part de l'altiplà central brasiler.

### Relleu
El relleu del municipi és poc accidentat, no presentant grans elevacions o depressions, amb variacions d'altituds que van de 70 metres a poc més de 600 metres. La regió se situa a la vall del riu Madeira, entre la plana amazònica i la meseta central brasilera.

### Clima
El clima predominant és el clima equatorial humit, caracteritzat per ser molt calent però així i tot provingut de bastant humitat. Se situa en transició amb el clima semi-humit de la regió centro-oest i el clima equatorial predominant a la regió nord del Brasil.

## Referències

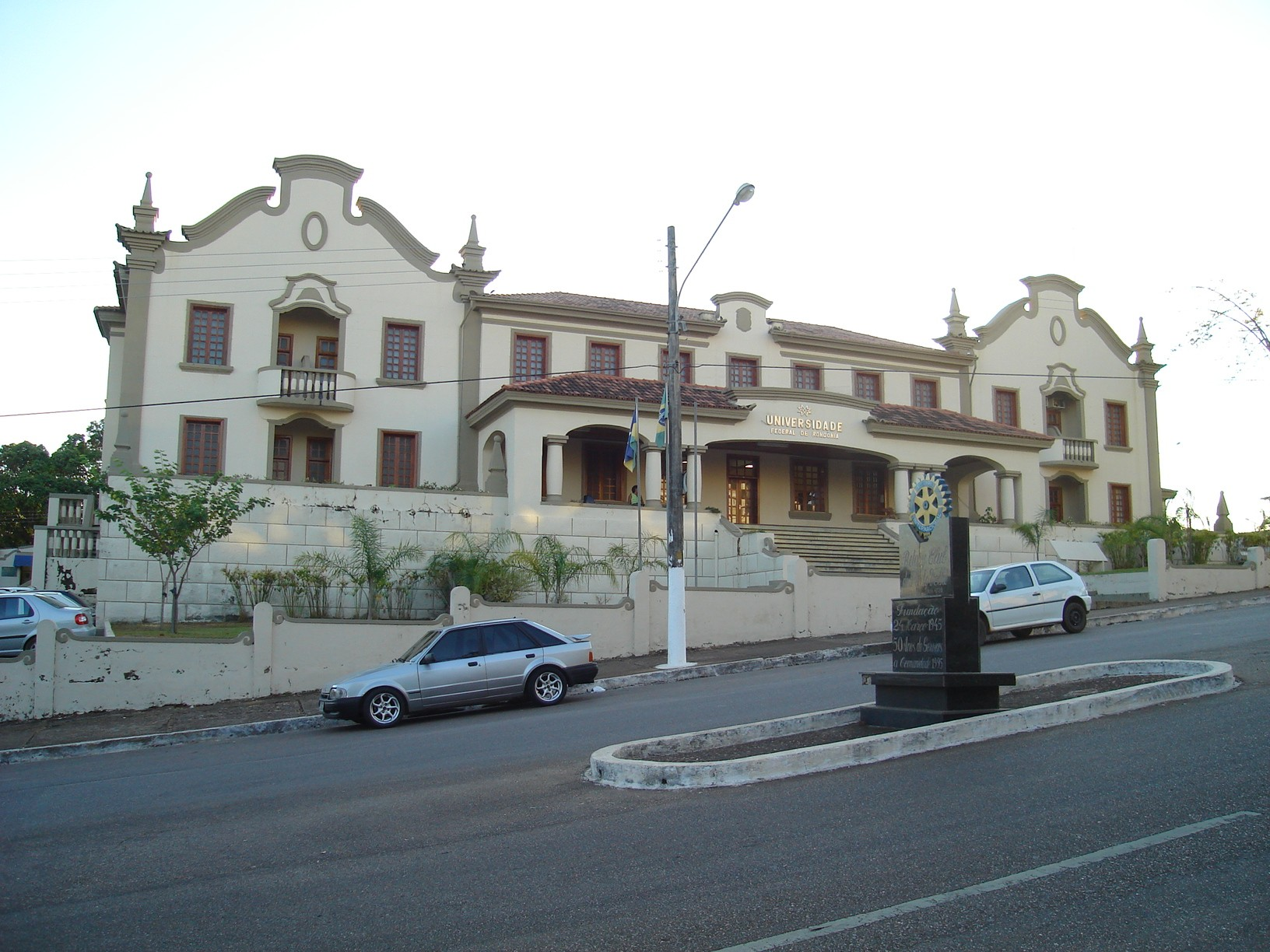
La Universitat Federal de Rondônia, a Porto Velho.